# MBC 플러스 (2001~2009년 기업)
엠비씨플러스(MBC PLUS)는 2001년부터 2009년까지 존재했던 문화방송의 유료방송 채널을 운영하는 기업으로 2개의 채널을 운영하고 있다.

## 운영
| 채널       | 슬로건             | 비고 |
| MBC Every1 | 예능 전문 채널이다 |      |
| MBC Game   | 게임 전문 채널이다 |      |

### 지역
| 지역 채널                       | 송출               |
| MBC NET                         | 지역 전문 채널이다 |
| 외주 채널                       | 외주 송출          |
| MBC 에브리원 글로벌 MBC CLASSIC | 전역 미국          |
| all the K-POP                   | 전역 전세계        |